# W3m
w3m은 무료 오픈 소스 텍스트 기반 웹 브라우저다. 표, 프레임, SSL 연결, 터미널에 최적화된 색상 및 사진 등을 지원한다. 이 프로그램은 최대한 기존 레이아웃처럼 페이지를 렌더링하게 설계되어 있다. "w3m"이라는 이름은 WWW를 본다라는 뜻의 일본어에서 유래했다.
w3m은 이맥스 텍스트 편집기에서도 "w3m.el"이라는 이맥스 리스프 모듈로 사용된다. 이 모듈은 이맥스 편집기 안에서도 빠른 로딩 속도를 보인다.

## 인용
1. ↑  “w3m Files”.
2. ↑  “v0.5.3+git20230121”.
3. ↑  TOKORO, Kyosuke. “w3m 0.2.1–3 for OS/2 WARP”. 2001년 5월 4일에 원본 문서에서 보존된 문서. 2010년 8월 16일에 확인함.
4. ↑  Watson, Dave (September 2001). “Text-Mode Web Browsers for OS/2”. The Southern California OS/2 User Group. 2010년 8월 16일에 확인함.
5. ↑  Rutland, David (2022년 11월 2일). “The 3 Best Terminal-Based Web Browsers for Linux”. 《MUO》 (영어). 2024년 5월 3일에 확인함.
6. ↑  Negus, Christopher (2005년 1월 28일). 《Linux Bible》 (영어). John Wiley & Sons. ISBN 978-0-7645-8974-4.

## 같이 보기
- 이맥스/W3
- 링크스 (웹 브라우저)